# Concurență de tip Bertrand
Concurența de tip Bertrand sau duopolul este un model al concurenței în economie, purtând numele matematicianului francez Joseph Louis François Bertrand (1822-1900). Acest model este un model al competiției firmelor aflate în duopol. 
Supozițiile modelului:
- Există două firme care produc produse omogene;
- Firmele nu cooperează;
- Firmele au același cost marginal;
- Costul marginal este constant;
- Cererea este lineară;
- Firmele concurează prin prețuri și își stabilesc prețurile simultan;
- Amândouă firmele au comportament strategic;
- Amândouă firmele concurează doar prin prețuri și oferă cantitatea cerută;
- Consumatorii cumpără de la firma cu prețurile cele mai mici sau de la fiecare firmă cantități egale, dacă prețurile stabilite de fiecare dintre cele două firme sunt egale.

Concurența prin prețuri înseamnă că firmele pot să își modifice cu ușurință cantitățile oferite, însă odată ce au ales un anumit preț, este foarte greu, dacă nu imposibil ca acestea să-l modifice, de exemplu barurile, magazinele sau alte companii care practică prețuri ne-negociabile.